# X-45 (航空機)
X-45
X-45A
- 用途：無人戦闘攻撃機
- 分類：UCAV
- 製造者：ボーイング社
- 運用者： アメリカ合衆国（アメリカ空軍）
- 初飛行：2002年5月22日
- 生産数：2機
- 運用状況：不採用

X-45はボーイング社ファントムワークスがアメリカ空軍向けに開発していた無人戦闘攻撃機（UCAV）の概念実証用航空機。中止された国防高等研究計画局（DARPA）による統合無人戦闘航空システム計画(J-CUAS)の一部でもあった。

## 開発
X-45は、マクドネル・ダグラスの実験機X-36からの発展として開発された。X-45は、機首先端近くの背側に配置された小さな空気取り入れ口によって特徴付けられている。六角形の薄い胴体から滑らかにつながる短冊形の翼と、小さな排気口を持つ。垂直翼面は持たず、翼端近くのエルロンが非対称に作動することで方向舵として働くだけでなく、エアブレーキとしても作動する。
パイロットがいないこと、およびその付随装備が必要なくなることは航空機のコストを劇的に低下させる。運用者はX-45を遠隔操作するが、基本的には自律飛行する。

## バリエーション

### X-45A
1996年の国防高等研究計画局（DARPA）とアメリカ空軍による無人戦闘攻撃機開発計画「UCAV-AF」が元となり、1999年3月にボーイング社との間で2機の製造・開発契約が結ばれた。
X-45Aは概念実証用にスケールダウンしたものが2機製造された。1号機は2000年9月に完成した。X-45A開発の目標は、敵防空施設を無人攻撃機によって制圧できることを実証することにあった。第一世代UCAVは、最初は遠隔操縦による空対地任務（防空施設の制圧）のために開発された。
X-45Aの初飛行は2002年5月22日に行われ、2号機はその年の11月に初飛行した。2004年4月18日に、エドワーズ空軍基地で最初の爆撃テストが行われ、成功を収めた。250ポンド誘導爆弾は目標をヒットした。2004年8月1日には、2機のX-45Aを1つのコントローラーによって同時にコントロールすることにも成功した。
2005年2月4日の50回目のフライトにおいて、2機のX-45Aは上空待機のために離陸し、目標の出現に備えた。X-45Aは最適な位置、武器、燃料の状態を自律的に決定した。その決定に基づいて1機のX-45Aは飛行コースを変更し、オペレーターは擬似防空施設への攻撃を許可した。最初の攻撃が成功した後、続いて出現した別の脅威に対して2機目のX-45Aが攻撃を行い、これを破壊した。これにより、未発見の敵に対する複数の機体による自律的な攻撃が可能であることを示した。
テストの完了に伴いX-45Aは国立航空宇宙博物館と、ライト・パターソン空軍基地内の国立アメリカ空軍博物館に送られ、展示された。

### X-45B/C
X-45Bは燃料を増やすためにより大きくデザインされ、さらに攻撃範囲を3倍に拡大するためにX-45Cがデザインされた。機首から翼端までが直線的な新しいデザインによって翼面積が増大し、ステルス爆撃機B-2スピリットに似たデザインとなった。3機の開発が予定されたX-45Cの1号機は2006年に完成の予定、2007年初めに飛行デモンストレーションを行う予定であった。2010年までに、ボーイング社はKC-135による自律的な空中給油を完成させることを希望しており、さまざまなエアショーでX-45Cのモックアップを披露していた。
X-45C計画は、2004年9月、DARPAから3機の開発とテストのために7億6700万ドルを受け取った。また2005年7月には自律的空中給油技術のために1億7500万ドルを受け取った。
2006年3月2日、アメリカ空軍はX-45計画の中止を決定した。引き続きボーイング社はアメリカ海軍無人戦闘攻撃機開発計画の実証機に当機を提案していたが、これはノースロップ・グラマンX-47の前に敗れることとなった。

### X-45N
X-45Nは、ボーイングがアメリカ海軍の無人戦闘航空システム実証プロジェクトに提案したものである。アメリカ空軍がX-45とX-47を含む統合無人戦闘航空システム計画への資金提供を終了することが明らかになったため、アメリカ海軍は独自のUCAS計画を開始した。要件は、2006年夏に定義され、提案は2007年4月に提出された。
ボーイングが受注したX-45Nの初飛行は2008年11月に予定されていたが、最終的に、ノースロップ・グラマンが提案した海軍用のX-47に契約が移り、X-45計画は終了している。
2007年の時点で、ボーイングが開発したX-45Nの空母への自律離着陸を可能にするソフトウェアは、最初のF/A-18Fに搭載され、自律アプローチのテストに使用されている。すべての自律アプローチは、設計上ウェーブオフで終了している。このスーパーホーネットは2009年頃までに空母のアレスティング・ワイヤーを自律的に引っ掛けることができるようになると予想され、空母搭載UAVの運用の準備は整っている。

### ファントム・レイ
ボーイングは、高度な航空システム技術のための無人飛行テストベッドを開発し、実証することを計画した。ファントム・レイと呼ばれる内部資金によるプログラムは、ボーイングが国防高等研究計画局(DARPA)、アメリカ空軍、アメリカ海軍の共同無人戦闘航空システム(J-UCAS)プログラムのために最初に開発したX-45C試作機を使用。UAVは、特定のプログラムや競争を目的としたものではなかった。

## 仕様（X-45A)
- 乗員： 無人
- 全長： 8.08メートル
- 翼幅： 10.3メートル
- 全高： 2.14メートル
- 空虚重量： 3630キロ

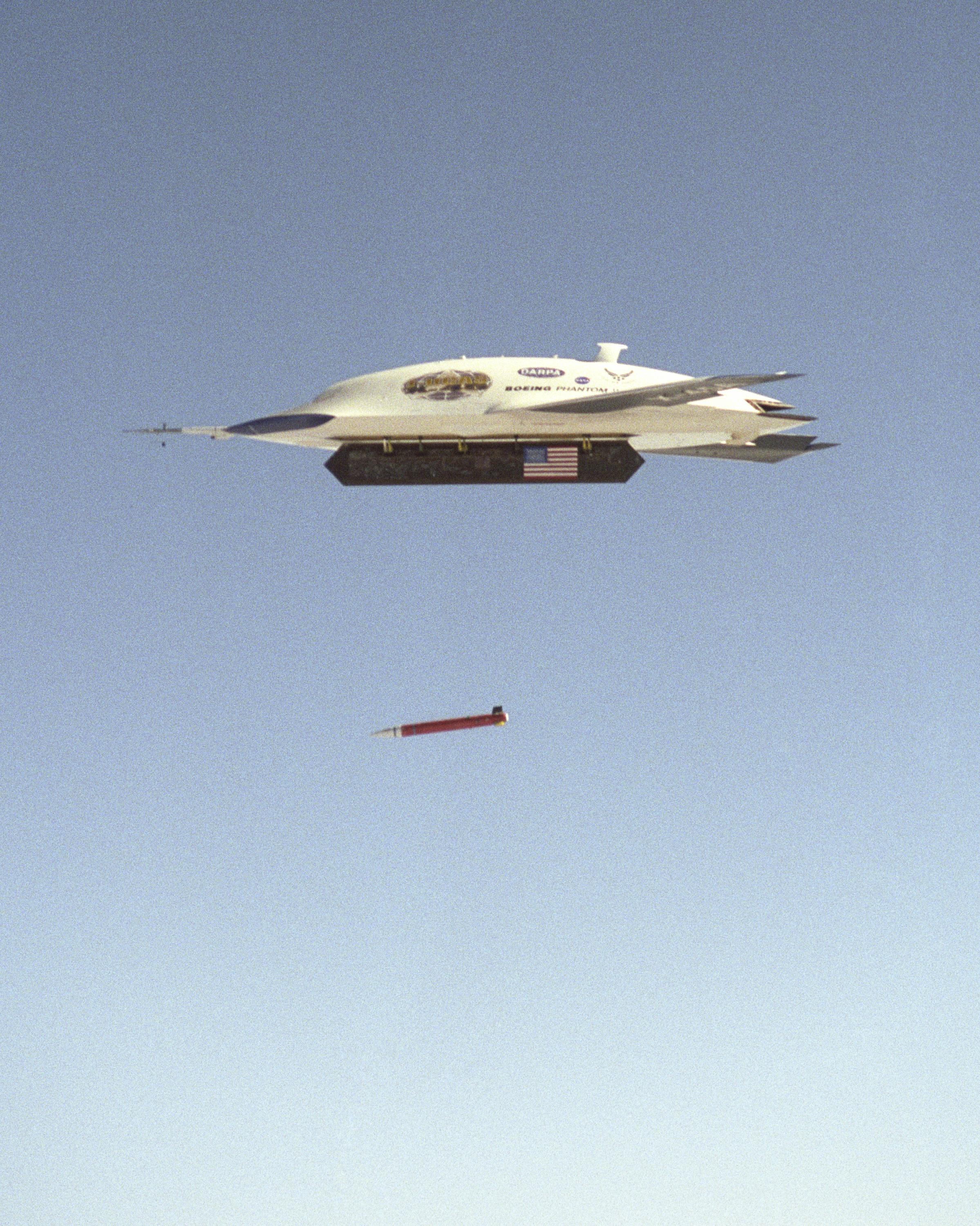
GPS誘導弾発射するX-45

- 動力： ハネウェルF124-GA-100 ターボファン
- 最大速度： マッハ 0.75
- 航続距離： 1,300 NMI（2405キロ）
- 戦闘行動半径： 375マイル（600キロ）
- 実用上昇限度： 4万フィート（13200メートル）
- 武装
  - ハードポイント： 8 -2つのウェポンベイにそれぞれ4つのハードポイント。
    - JDAM、SDBなどを搭載。

## 登場作品

### ゲーム
『エースコンバットシリーズ』
『エースコンバットX2』
ミッドウェー海域での共同訓練中に2機のF-4Eと同時に出現。
『エースコンバット5』
MISSION16A　砂漠の矢で出現。
『エースコンバット7』
本機に似た形状のウェポンUAVが登場。ADF-11Fに搭載される。